# ジョン・ジョージ・トランプ
ジョン・ジョージ・トランプ（John George Trump、1907年8月21日 - 1985年2月21日）は、アメリカの電気技術者、発明家、物理学者である。マサチューセッツ工科大学教授。アメリカ国家科学賞受賞者で、全米技術アカデミーのメンバー。回転放射線治療の開発で著名。ロバート・ジェミソン・ヴァン・デ・グラフと共に最初期の100万ボルトのX線発生装置を開発した。第45代アメリカ合衆国大統領ドナルド・トランプの父方の叔父。

## 生い立ちと教育
トランプはドイツ系移民のフレデリック・トランプとエリザベスとの間の末っ子として生まれた。
父・フレデリックの死後、兄フレッドの経済援助によりマサチューセッツ工科大学に入学。10代の頃はジェネラル・エレクトリックで働きながらエリザベス・トランプ・アンド・サンで兄を手伝っていたが、トランプ家を離れ、電気工学の職業を続けた。
1929年、ブルックリンのポリテクニック研究所からの電気工学の学士号を取得し、1933年にはコロンビア大学からの物理学の修士号とマサチューセッツ工科大学からの電気工学の博士号を授与された。1936年からマサチューセッツ工科大学の助教、1952年から1973年までマサチューセッツ工科大学の教授。

## 第二次世界大戦時における活動
第二次世界大戦の間、トランプは研究分野を医療用のＸ線装置に関する仕事から類似技術の研究、とくにレーダー開発に切り替えた。1940年に、マサチューセッツ工科大学の学長であり、NDRCのレーダー部門の責任者であったカール・コンプトンの技術的な助手として、新設された国防研究委員会（NDRC）に参加した。
1942年に、トランプは委員会の分科会であるマイクロ波委員会(the Microwave Committee)の長官になる。1940年、マイクロ波委員会の委員長のアルフレッド・リー・ルーミスは研究所を作ることに決め、その場所を選び、研究の実態を隠すために慎重にあいまいな名前を選んで、政府資金が調達されるまで、ルーミスが資金調達をした。その新しい機関は、マサチューセッツ工科大学放射線研究所、通称「Rad Lab」である。トランプはそこにも所属した。またイギリス人もレーダー研究をしており、特に無線方向探知機（RDF）に取り組んでいて、より早くから着手していた。そして1940年のイギリスからアメリカへの派遣団ティザード・ミッションにより、イギリスの技術が、特にマグネトロンにおいて、アメリカよりはるかにリードしている事が明らかになった。これはRad Lab設立のきっかけになった。またアメリカは、2つの連合国の成果をまとめるのを促進させるためにチームを英国に派遣することに決めた。そのチームは「放射線研究所のイギリスの支所」（BBRL）として知られ、ウスターシャーのマルヴァーンにある、イギリスの通信研究施設（TRE）の一部門として運営された。
1944年2月からヨーロッパでの終戦まで、トランプはBBRLの所長を務めた。また、レーダーに関する専門家顧問団(the Advisory Specialist Group on Radar)にも勤め、アメリカ陸軍航空軍のカール・スパーツ大将に助言を行った。ナビゲーションレーダー、精密爆撃レーダー、ドイツの夜間戦闘機や防空部隊のレーダーに対する防衛などについて助言した。それらのシステムはジー、オーボエ、ローラン、H2X、ミュウ（MEW）、SCR-584などであった。トランプはこの時ロバート・ワトソン＝ワットやA・P・ロー、アルフレッド・ラヴェルなどの多くのイギリスの重要なレーダー技術者と仕事をした。戦後にはドイツの主要なレーダー技術者と面会した。彼はイギリスとアメリカの両方で、戦争活動における協力関係で認知された。
1943年に、戦時下において”Death Ray”を研究していたとされるニコラ・テスラが亡くなった後、連邦捜査局の命令でen:Office of Alien Property Custodianによりテスラの所有物が接収・調査され、その際に当時、最先端のレーダー開発に関わった電磁工学の専門家としてそれらの有用性や危険性などの評価・分析に携わった。

## 第二次世界大戦後
1946年に、トランプ、ロバート・ジェミソン・ヴァン・デ・グラフとデニス・M・ロビンソンは、加速器などを生産し、ヴァンデグラフ起電機を開発した高電圧工学会社（HVEC）を設立した。この会社は、ブルックヘブン国立研究所にあったシンクロトロンであるコスモトロンのinjectorも生産した。その後、戦後30年の探求を教え導くために、マサチューセッツ工科大学に戻った。
トランプは、1985年2月21日にボストンで亡くなる。
全米技術アカデミーは、トランプを「高電圧機械の科学的であるもの、エンジニアリングと医療用途の先駆者」と言った。

## 家族
ジョン・ジョージ・トランプは教会のオルガン奏者・エロラ・ゴードン・ソーアーブラン(1913 - 1983)と結婚。ジョン・トランプとエロラとの間には3人の子供たちがいた。
- ジョン・ゴードン・トランプ[4]（1938 - 2012） マサチューセッツ州ウォータータウン生まれ[4]。自営業の請負業者[21]。
- クリスティーン・フィリプ[4] マサチューセッツ州ピッツフィールド生まれ[4]。
- カレン・イングラハム[4] ニューメキシコ州ロスアラモス生まれ[4]。

さらに6人孫がいる。
ドナルド・トランプ第45代アメリカ合衆国大統領は甥である。

## 栄誉
- 1947年 - 自由のための王による奉仕賞（英語版）[4] ジョージ6世より[4]
- 1948年 - 大統領の功績証明書（英語版）[4] ハリー・S・トルーマンより[4]
- 1960年 - ラム賞（英語版）[4]AIEEより[4]
- 1983年 - アメリカ国家科学賞[4] ロナルド・レーガン第40代アメリカ合衆国大統領より[4]